# شهرک صنعتی شهید سلیمی ممقان
شهرک صنعتی شهید سلیمی در ۳۵ کیلومتری جاده تبریز-آذرشهر است همچنین این شهرک  بزرگ‌ترین شهرک صنعتی شمالغرب ایران است.

## تاریخچه
این شهرک بیش از ۲۵ سال است که برای پیشرفت و اعتلای صنعت منطقه  احداث شده و کارخانجاتی مانند صنایع غذایی شیرین عسل، بستنی اطمینان آذرگل، پشمک حاج عبدا...، مهر اصل و گوهر شیمی خبره … در آن قرار گرفته است. شهرک صنعتی شهید سلیمی موجب اشتغال زایی بسیاری از مردم شهرها و روستاهای اطراف شده است.